# رین آیرا
رین آیرا (انگلیسی: Rin Aira؛ زادهٔ ۲۴ مهٔ ۲۰۰۲) صداپیشگی در ژاپن اهل ژاپن است. وی از سال ۲۰۱۹ میلادی تاکنون مشغول فعالیت بوده‌است.